# Luis Cerezo
Luis Cerezo (Montevideo, Uruguay) fue el segundo presidente del Club Atlético Boca Juniors. También se desempeñó como defensor jugando para Boca Juniors.

## Biografía
Fue elegido presidente de Boca Juniors pocos días después de asumir Esteban Baglietto, debido a que este era menor de edad. Estuvo en el cargo menos de un año. Lo sucedió Juan Brichetto, que asumió el 20 de febrero de 1906.
Así mismo, mientras realizaba su tarea como presidente del club, se desempeñaba como jugador del equipo, más precisamente como Zaguero Izquierdo. Por su condición de Uruguayo fue el primer jugador extranjero en jugar en Boca Juniors y también fue el primer presidente extranjero de Boca Juniors. Con el club participó en 98 partidos amistosos y oficiales, marcando gol en tres ocasiones.
También fue secretario en 1907 y vocal entre 1921 y 1924. Padre de Oscar Cerezo, que jugó en Boca Juniors entre 1929 y 1930.

## Clubes

### Como jugador
| Club                   | Temporada | Liga (1) | Liga (1) | Copa nacional (2) | Copa nacional (2) | Total | Total | Incluido amistosos | Incluido amistosos |
| Club                   | Temporada | Part.    | Goles    | Part.             | Goles             | Part. | Goles | Part.              | Goles              |
| ---------------------- | --------- | -------- | -------- | ----------------- | ----------------- | ----- | ----- | ------------------ | ------------------ |
| Boca Juniors Argentina | 1905      | -        | -        | -                 | -                 | 0     | 0     | 3                  | 0                  |
| Boca Juniors Argentina | 1906      | -        | -        | -                 | -                 | 0     | 0     | 2                  | 0                  |
| Boca Juniors Argentina | 1907      | -        | -        | -                 | -                 | 0     | 0     | 1                  | 0                  |
| Boca Juniors Argentina | 1908      | 14       | 1        | 2                 | 0                 | 16    | 1     | 21                 | 1                  |
| Boca Juniors Argentina | 1909      | 12       | 1        | 3                 | 0                 | 15    | 1     | 18                 | 1                  |
| Boca Juniors Argentina | 1910      | 20       | 1        | -                 | -                 | 20    | 1     | 23                 | 1                  |
| Boca Juniors Argentina | 1911      | 15       | 0        | 1                 | 0                 | 16    | 0     | 20                 | 0                  |
| Boca Juniors Argentina | 1912      | -        | -        | -                 | -                 | -     | -     | -                  | -                  |
| Boca Juniors Argentina | 1913      | -        | -        | -                 | -                 | -     | -     | -                  | -                  |
| Boca Juniors Argentina | 1914      | -        | -        | -                 | -                 | -     | -     | -                  | -                  |
| Boca Juniors Argentina | 1915      | 7        | 0        | 1                 | 0                 | 8     | 0     | 9                  | 0                  |
| Boca Juniors Argentina | 1916      | -        | -        | -                 | -                 | -     | -     | 1                  | 0                  |
| Boca Juniors Argentina | Total     | 68       | 3        | 7                 | 0                 | 75    | 3     | 98                 | 3                  |